# 勒蒙
勒蒙（法語：Reumont，法語發音：[ʁømɔ̃]）是法国上法蘭西大區北部省的一个市镇，属于康布雷区。

## 地理
勒蒙（50°4'57"N, 3°29'0"E）面积2.77 平方千米，位于法国上法蘭西大區北部省，该省份为法国最北部的省份及最长的省份，西北濒北海，西接加来海峡省，南至埃纳省和索姆省，东与比利时接壤。
与勒蒙接壤的市镇（或旧市镇、城区）包括：特鲁瓦维勒、贝尔特里、勒卡托康布雷西、奥讷希、莫鲁瓦。

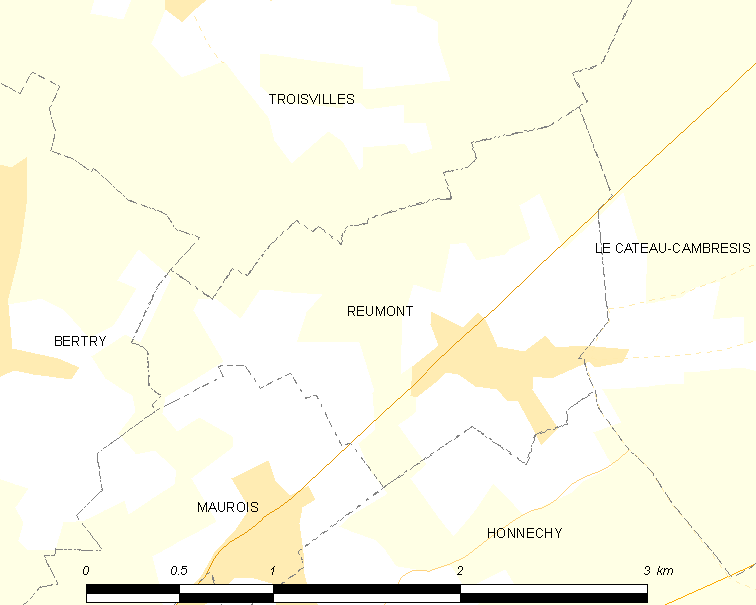
勒蒙的OSM定位图

勒蒙的时区为UTC+01:00、UTC+02:00（夏令时）。

## 行政
勒蒙的邮政编码为59980，INSEE市镇编码为59498。

## 政治
勒蒙所属的省级选区为勒卡托康布雷西县。

## 人口

1962-2008年间勒蒙人口变化图示

勒蒙于2022年1月1日时的人口数量为341人。